# Béla Katona
Béla Katona (ur. 9 lutego 1944 w Budapeszcie) – węgierski polityk i inżynier, działacz komunistyczny, w latach 1994–1995 minister, poseł do Zgromadzenia Narodowego, a od 2009 do 2010 jego przewodniczący.

## Życiorys
Z wykształcenia inżynier, ukończył w 1967 studia na późniejszym Uniwersytecie Techniczno-Ekonomicznym w Budapeszcie. W 1973 został absolwentem studiów biznesowych na tej uczelni. Doktoryzował się w 1984 z zakresu ekonomii na Uniwersytecie Nauk Ekonomicznych w Budapeszcie. Od 1967 pracował w przemyśle petrochemicznym, w latach 1980–1984 był dyrektorem do spraw technicznych jednej z fabryk. Działał w Węgierskiej Socjalistycznej Partii Robotniczej, od 1984 był sekretarzem partii w jednej ze stołecznych dzielnic. W 1990 należał do założycieli postkomunistycznej Węgierskiej Partii Socjalistycznej, pełnił funkcję jej przewodniczącego w Budapeszcie i wiceprzewodniczącego struktur krajowych.
W 1990 po raz pierwszy wybrany w skład Zgromadzenia Narodowego. Z powodzeniem ubiegał się o reelekcję w 1994, 1998, 2002 i 2006, zasiadając w węgierskim parlamencie do 2010. Od lipca 1994 do marca 1995 był ministrem do spraw służb specjalnych w rządzie, którym kierował Gyula Horn. We wrześniu 2009 zastąpił Katalin Szili na funkcji przewodniczącego Zgromadzenia Narodowego. Kierował nim do końca kadencji w maju 2010.